# هادي كاظمي
هَادِي كَاظِمِي (بالفارسية: هادى كاظمى) (مواليد 1976)؛ هو ممثل إيراني ورائي ونحات ورسام ومصور. اشتهر بأدواره؛ مثل: «نظام دو برّاح» في المسلسل الكوميدي «ليالي براره» و «بابا شاه» في «قهوة مرّة»، كِلا المُسلسلين من إخراج مهران مديري.

## السيرة الذاتية
ولد هادي كاظمي في 13 نوفمبر 1976 في طهران. وأرجع أصله في أحد البرامج التلفزيونية إلى إحدى مدن الوسط المسماة الترك (المدينة)، حيث صعد على خشبة المسرح أثناء دراسته ومن سنوات مراهقته. فيما بعد دخل الجامعة وتابع دراسته في مجال التمثيل وهي دورة يعتقد أنها لم تساعده وتقدمه في التمثيل، حيث قال:
 دخل التلفزيون عام 1996، لكنه أصبح معروفًا لدى عامة الناس من خلال لعب دور «نظام دوبره» في مسلسل شبحي بري، ومن هذا العمل أصبح بطريقة ما عضوًا دائمًا في فريق الإدارة وفي جميع الأعمال تقريبًا بعد ذلك «بافرتشين». كان هناك مدير. كما عمل في مسلسلات وأفلام تليفزيونية أخرى، نذكر من بينها مسلسل «دير جشم باد» في دور عباس، موظف استقبال الفندق. عزز كاظمي مكانته في الفكاهة مع فيلم «القهوة الحلوة» في دور بابا شاه. كما لعب دورًا في مسلسل علي البادل الذي عُرض في نوروز 2016.

### الحياة الشخصية
تزوج هادي كاظمي (سمانة باكدل) عام 2018 ويبلغ من العمر 41 عامًا. ظهر الزوجان في السينما الإيرانية أمام الكاميرا معًا في مسابقة (13 الشمالية) ثم تزوجا.

## وصلات خارجية
هادي كاظمي على موقع IMDb (الإنجليزية)
- هادي كاظمي على موقع قاعدة بيانات الفيلم (الإنجليزية)